# Austrogastrura lobata
Austrogastrura lobata är en urinsektsart som först beskrevs av Riozo Yosii 1959.  Austrogastrura lobata ingår i släktet Austrogastrura och familjen Hypogastruridae. Inga underarter finns listade.